# Пінчук Володимир Іванович
Володи́мир Іва́нович Пінчу́к (15 жовтня 1930, Котловановка — 23 січня 1991) — український радянський живописець; член Спілки радянських художників України.

## Біографія
Народився 15 жовтня 1930 року в селі Котловановці Бурлинського району Алтайського краю РРФСР (нині не існує). Мистецтва живопису навчався 1948 року в Сімферополі у студії професора Олександра Гауша; 1949 року закінчив Кримське художнє училище імені Миколи Самокиша.
Мешкав у Сімферополі в будинку на вулиці Іподромній, № 1, квартира № 44. Помер 23 січня 1991 року.

## Творчість
Працював у галузі станкового живопису, створював пейзажі. Серед робіт:
- «Осінь» (1961);
- «Рідний степ» (1961);
- «На мирних шляхах» (1964);
- «Літній день» (1965);
- «Над курганом» (1966);
- «Травневий вітерець» (1967);
- «Квітучі дерева» (1968);
- «Весна» (1971);
- «Ніч на морі» (1987).

Брав участь у республіканських виставках з 1966 року.